# Tatort: Eine todsichere Sache
Eine todsichere Sache ist ein Fernsehfilm aus der Fernseh-Kriminalreihe Tatort der ARD und des ORF. Der Film wurde vom HR produziert und am 17. Februar 1974 zum ersten Mal gesendet. Es ist die 37. Folge der Tatort-Reihe, der vierte Fall für Kommissar Konrad (Klaus Höhne), der wie schon in der Folge Kennwort Gute Reise von seinem Assistenten Robert Luck (diesmal allerdings gespielt von Manfred Seipold) unterstützt wird. Konrad und Luck ermitteln in einem Entführungsfall.

## Handlung
Der Großindustrielle Georg Moll arbeitet am Sonntagmorgen im Arbeitszimmer seiner Villa, seine junge Ehefrau Isabell verabschiedet sich von ihm, weil sie ihre Schwester in Wiesbaden besuchen will. Er sagt ihr, dass er gegen Mittag mit seiner Arbeit fertig sein und sich dann im Garten entspannen will. Kurz nachdem er es sich gemütlich gemacht hat, bekommt er einen Anruf, dass seine Ehefrau entführt worden sei. Der anonyme Entführer fordert 100.000 DM und dass die Polizei nicht eingeschaltet wird. Er wird sich später wieder melden. Georg Moll ruft seine Schwägerin an, die schwindelt ihn mit der beruhigenden Information an, dass Isabell bei ihr sei, aber gerade für eine halbe Stunde weggegangen sei. Da sie erst eine halbe Minute zuvor gegangen sei, scheint Moll eine Entführung ausgeschlossen.
Etwa zur gleichen Zeit kommt der Angler Norbert Großmann früher als erwartet vom Angeln nach Hause.
Ingeborg, die Schwester von Isabell Moll, versucht die ganze Zeit, ihre Schwester telefonisch zu erreichen, offensichtlich war die Behauptung, sie besuche ihre Schwester, falsch. Ingeborg erreicht schließlich Dr. Pechelt, den sie besuchen wollte. Sie ist allerdings nicht bei ihm angekommen. Moll fährt unterdessen zu seiner Schwägerin Ingeborg, diese gibt zu, ihn angelogen zu haben und räumt ein, dass Isabell nicht bei ihr war. Sie gibt vor, sie hätte ihn nicht beunruhigen wollen. Moll erzählt ihr vom Erpressungsanruf. Moll verständigt die Polizei, währenddessen macht Ingeborgs Ehemann sich und seiner Frau Vorwürfe, weil sie die Affäre Isabells mit dem Chefkonstrukteur ihres Mannes gedeckt haben. Ingeborg sucht Dr. Pechelt auf und informiert ihn über die Entführung. Sie macht ihm klar, dass nicht herauskommen soll, dass sie die Affäre ihrer Schwester gedeckt hat und möchte sich deshalb mit ihm absprechen, um widersprüchliche Aussagen zu vermeiden.
Der Anrufer meldet sich erneut bei Moll, als Beweis hat er den Führerschein von Frau Moll in den Briefkasten geworfen. Er wiederholt seine Lösegeldforderung und kündigt an, den Zeitpunkt der Geldübergabe später bekannt zu geben. Moll, der die Polizei verständigt hat, wird von Kommissar Konrad und seinem Assistenten Luck aufgesucht. Moll übergibt den Kommissaren den Führerschein und erklärt ihnen die Umstände der Entführung seiner Frau. Unterdessen kommt Großmann gut gelaunt nach dem Anruf bei Moll aus einer Telefonzelle heraus nach Hause und kündigt seiner Frau an, dass sie bald sehr viel Geld haben würden. Konrad sucht Ingeborg, die Schwester des Entführungsopfers, auf und befragt diese, auch ihm gegenüber verschweigt sie die Affäre ihrer Schwester. Für Molls Telefon wird eine Fangschaltung installiert. An einer entlegenen Stelle wird unterdessen der Wagen von Frau Moll gefunden. Großmann, der in der Pathologie eines Krankenhauses arbeitet, wird unterdessen durch einen indiskreten Artikel in der Presse bezüglich der Fangschaltung gewarnt. Großmann ruft erneut bei Moll an, Großmann behauptet, Komplizen zu haben, so dass seine Verhaftung Frau Moll nicht retten würde, Moll bestreitet, die Polizei eingeschaltet zu haben. Die Fangschaltung blieb ergebnislos, da die Polizei zu spät in der Telefonzelle eintraf.
Die Analyse der Fingerabdrücke ergibt, dass die Abdrücke im Wagen von Frau Moll, die von der Tür von einem Unbekannten stammen. Allerdings waren die Fingerabdrücke des Unbekannten an den Griffen beider Wagentüren. Großmann ruft Moll erneut an und kündigt an, dass das Lösegeld sich auf DM 200.000 verdoppelt habe. Unterdessen stellt die Polizei fest, dass die Fingerabdrücke am Auto identisch sind mit denen, die an einem Ferienhaus in der Nähe des Fundorts des Autos gefunden wurden. Sie gehören zu Dr. Pechelt, der nunmehr Hauptverdächtiger für Konrad ist. Konrad konfrontiert Moll mit diesem Verdacht, dieser tut das als lächerlich ab. Wenn dieser der Täter wäre, hätte Moll ihn an dessen Stimme erkannt. Die Polizei beschattet Pechelt, wie dieser Frau Molls Schwester aufsucht. Konrads Assistent Luck klingelt an der Wohnungstür und nimmt Pechelt zum Verhör mit. Konrad konfrontiert Pechelt mit dem Fund von dessen Fingerabdrücken. Dieser gibt an, dass er den Wagen vorfand. Anschließend verweigert er die Aussage. Als Konrad Pechelt mit dem gefundenen Bikini von Frau Moll und der Erkenntnis konfrontiert, dass Pechelts Nachbar diesen als von einer Frau in Pechelts Begleitung getragen identifiziert hat, gibt dieser schließlich zu, ein Verhältnis mit Frau Moll zu haben, die Entführung bestreitet er.
Großmanns Frau macht sich indes Sorgen um ihren Mann. Sie spürt, dass er irgendetwas am Laufen hat und sagt ihm, dass sie Angst um ihn hat. Er beruhigt sie, was er tue, werde den beiden Wohlstand bringen und sei „eine todsichere Sache“. Konrad berichtet Moll vom Verhältnis seiner Frau zu Pechelt. Moll hat unterdessen den Ehering von Molls Frau vom Entführer zugeschickt bekommen. Moll erhält die Anweisungen des Entführers, sie sollen auf einem Waldweg aus dem Fenster geworfen werden. Konrad plant eine Falle, um den Entführer dingfest zu machen. Großmann lauert derweil in einem Erdloch und wartet auf das Lösegeld. Nachdem Moll das Geld aus dem Auto geworfen hat, kommt Großmann hervor, Konrad erblickt ihn vom Beobachtungsposten aus und gibt Anweisung, ihn nur zu beobachten, aber nicht zuzugreifen. Großmann kehrt mit dem Geld in den Wald zurück und verkriecht sich wieder in sein Erdloch. Später kommt er siegesgewiss heraus und tarnt sich ohne Lösegeld als harmloser Beerensucher. Dann steigt er in sein Auto und fährt davon, die Polizei folgt ihm unauffällig. Er stellt seinen Wagen ab und geht über eine Fußgängerbrücke und von dort nach Hause. Strahlend zeigt er seiner Frau die DM 200.000 in der Plastiktüte. Als er später seelenruhig im Garten arbeitet, suchen ihn Konrad und Luck auf und fragen ihn nach Frau Moll. Als er ahnungslos tut, verhaften ihn die beiden. Großmann gibt auf und zeigt auf seine Scheune. Dort finden die Beamten die Leiche von Frau Moll. Großmann gibt an, sie sei schon tot gewesen, als er sie gefunden habe. Großmann gibt an, Angeln gegangen zu sein. Plötzlich hörte er einen Frauenschrei und er fand unter den Katzenbachfelsen die Leiche. Als er entdeckte, dass es sich um die Frau des Industriellen Moll handelte, kam er spontan darauf, eine Entführung vorzutäuschen, um die Situation auszunutzen und die Lösegelderpressung zu fingieren.
Konrad lässt einen Haftbefehl gegen Pechelt erwirken. Währenddessen bestätigt ein Nachbar Großmanns dessen Angaben. Finke kontaktiert Konrad und teilt ihm die Vorstrafen Großmanns mit, die dieser an seinem alten Wohnort Kiel begangen habe, allesamt harmlose Kleinvergehen. Pechelt scheint bestürzt über den Tod seiner Geliebten zu sein. Konrad ist sich sicher, dass Großmann Frau Moll gefunden hat, bevor Pechelt an ihrem Wagen war. Konrad blufft gegenüber Moll, indem er ihm erklärt, seiner Frau gehe es „den Umständen entsprechend“. Dann lässt er die scheinbare Frau Moll von hinten im Rollstuhl sitzend vorführen. Moll meint sofort, dass seine Frau tot sei oder es sich um eine Puppe handele. Als die Frau aufsteht, ruft er überrascht aus, dass sie „es überlebt“ hätte. Dann dreht sich die Frau, eine als Frau Moll verkleidete Polizistin, um. Konrad erklärt Moll, dass dieser einen großen Fehler gemacht habe – er habe am Telefon mit dem Entführer kein einziges Mal seine Frau verlangt, jeder Ehemann einer entführten Frau hätte dies verlangt, um sich zu vergewissern, dass diese noch am Leben sei. Moll erklärt, nicht die Absicht gehabt zu haben, seine Frau zu töten. Er habe die Gelegenheit ausgenutzt, wie Großmann seinerseits. Er habe gearbeitet an jenem Sonntagmorgen. Durch einen Zufall – das Tonbandgerät, mit dem er alle Anrufe aufzeichnet, schaltete sich nicht aus und so zeichnete er einen Anruf zwischen seiner Frau und Pechelt auf. So kam er hinter die Affäre seiner Frau. Er empfand es als ungeheuren Vertrauensbruch, dass seine Frau, die ihm ein Leben im Luxus zu verdanken hat, und sein Mitarbeiter, dem er bedingungslos vertraute, ihn so hintergehen. Insbesondere geriet er in Wut, weil sie weiterhin die treusorgende Ehefrau spielte. So fuhr er ihr hinterher, um sie auf frischer Tat zu ertappen, war aber bereit, ihr zu verzeihen, da er sie in der Tat vernachlässigt habe. Er stellte sie zur Rede und sie log erneut. Die Tatsache, dass er alles wusste und ihr verzeihen wollte, schien sie kalt zu lassen. Als er sie packen wollte, passierte dann der Unfall und sie fiel in die Tiefe. Er fuhr wie in Trance nach Hause, doch anstatt eines Besuchs von der Polizei, mit dem er rechnete, erhielt er den Erpressungsanruf und ließ sich auf das Spiel ein.
Moll wird abgeführt.

## Einschaltquoten
Diese Folge erreichte bei ihrer Erstausstrahlung einen Marktanteil von 65,00 %.